# Kounoupidianá (La Canée)
Kounoupidianá, en grec moderne : Κουνουπιδιανά, est une bourgade en banlieue de  La Canée, dans le dème, et le district du même nom, en Crète, en Grèce. Selon le recensement de 2011, la population de Kounoupidianá compte 6 334 habitants. La localité est située à une altitude de 120 m et à une distance de 8 km de La Canée. L'université technique de Crète est implantée dans la localité, tandis qu'à proximité se trouve la tombe d'Elefthérios Venizélos (el).